# Amanda Madsen
Amanda Madsen (* 4. Februar 1994) ist eine dänische Badmintonspielerin.

## Karriere
Amanda Madsen gewann 2009 Bronze im Doppel bei der Badminton-Jugendeuropameisterschaft. 2010 und 2013 startete sie bei der Denmark Super Series. Bei den Croatian International 2013 belegte sie Rang drei im Mixed mit Theodor Johansen. 2015 gewann sie gemeinsam mit Kasper Antonsen die Estonian International.